# Чартаев (деревня)
Чартаев (пол. Czartajew) — деревня в Семятыченском повете Подляского воеводства Польши. Входит в состав гмины Семятыче. Находится на левом берегу реки Камянка (приток Западного Буга) примерно в 4 км к северо-западу от города Семятыче. Рядом с деревней проходит краевая дорога 19.

## Население
По данным переписи 2011 года, в деревне проживало 707 человек. Жители деревни в большинстве поляки и католики (приход Вознесения Креста Господня). Меньшая часть населением — этнические белорусы, разговаривающие на подляшском диалекте, православные (приход святых Петра и Павла в Семятычах).